# Niżni Staw Bystry
Niżni Bystry Staw (słow. Dolné Bystré pleso, Nižné Bystré pleso) – staw w Dolinie Bystrej w słowackich Tatrach Zachodnich. Znajduje się w górnym piętrze tej doliny, na równi, tuż obok szlaku turystycznego prowadzącego dnem doliny. Położony jest na wysokości 1843 m n.p.m., najniżej z wszystkich Bystrych Stawów. Według pomiarów Jerzego Młodziejewskiego z 1935 miał powierzchnię 0,23 ha, głębokość zaledwie 0,5 m. Wypływa z niego potok Bystra. Staw ten jednak często wysycha. Jego otoczenie to trawiasta równia z kępami kosodrzewiny. Za stawem, w północnym kierunku, wznosi się wał dobrze wykształconej moreny czołowej recesyjnej.

## Szlaki turystyczne
– żółty od Tatrzańskiej Drogi Młodości w miejscowości Przybylina (przystanek Pribylina Hrdovo) przez Dolinę Bystrą i wschodnią grań Bystrej na szczyt Bystrej. Szlak jest zamknięty od 1 listopada do 30 czerwca. Czas przejścia: 4 h, ↓ 3 h, różnica poziomów 1400 m.